# Trzej muszkieterowie (film animowany 1973)
Trzej muszkieterowie (ang. The Three Musketeers) – australijski film animowany z 1973 roku. Animowana adaptacja powieści Alexandra Dumasa o tej samej nazwie.

## Obsada
- James Condon
- Neil Fitzpatrick
- Barbara Frawley
- Ron Haddrick
- Jane Harders
- John Martin
- Richard Meikle

## Wersja polska
Film został wydany w Polsce w serii Hanna-Barbera Opowieści Klasyczne na kasetach VHS z angielskim dubbingiem i polskim lektorem.
- Dystrybucja: Hanna-Barbera Poland
- Czytał: Andrzej Matul